# Omar Torrijos
Omar Efraín Torrijos Herrera /:omar efrajn toríchos erera:/ (* 13. února 1929 – 31. července 1981) byl velitel panamské národní gardy a de facto nejvyšší představitel Panamy v letech 1968 až 1981. Torrijosovi nikdy nebyl svěřen úřad prezidenta Panamy, ale místo toho držel tituly jako „nejvyšší (doslova: maximální) vůdce panamské revoluce“ aj. Torrijos se dostal k moci vojenským pučem. Pro dobu jeho vlády byla typická řada sociálních reforem.
Narodil se v obci Santiago v provincii Veraguas jako šesté dítě z jedenácti. V osmnácti odešel do San Salvadoru na vojenskou akademii. V roce 1952 ji absolvoval v hodnosti poručíka, o čtyři roky později byl povýšen na kapitána a za další čtyři roky na majora. V roce 1965 absolvoval kadetský kurz na nechvalně známé School of Americas a v roce 1966 se stal výkonným tajemníkem národní gardy.
V roce 1968, už jako podplukovník, byl odvelen do El Salvadoru jako styčný důstojník. 11. října 1968 s Borisem Martínesem a několika přáteli úspěšně sesadili z prezidentského úřadu čerstvě zvoleného panamského prezidenta Arnulfa Ariase. Vlády se poté ujala vojenská junta. Torrijos brzy poté získal mezi pučisty převahu, vypudil Martíneze ze země a jmenoval se plukovníkem a velitelem národní gardy. Vláda původně přechodně zamýšlené vojenské junty trvala do roku 1972, kdy vypsala prezidentské volby, ve kterých zvítězil Demetrio B. Lacas – jeho působení, stejně jako po roce 1978 Aristidese Roye, bylo však spíše formální a Torrijos měl nadále rozhodující vliv na formování vnitřní politiky Panamy a řízení vnitřních záležitostí země.
Torrijos vsadil od počátku na populární politiku orientovanou méně na korporace a prominenty a více na střední a nižší třídu – přispěl k rozvoji vzdělání v zemi, růstu počtu škol, ke snížení nezaměstnanosti, růstu mezd, přišel s velkým plánem přerozdělení zemědělské půdy (k nelibosti severoamerických nadnárodních korporací, které jí v zemi vlastnily 180 tisíc hektarů). Za jeho působení se rozrostla střední třída; též domorodé kmeny se těšily většímu zastoupení svých zájmů.
Jeho nejznámějším úspěchem je jednání s americkým prezidentem Jimmy Carterem o Panamském průplavu. V roce 1977 oba státníci uzavřeli sérii dohod (dohody Torrijos-Carter), které plánovaly svěřit suverenitu panamského průplavu do rukou panamského národa. Dohody zaručovaly, že Panama průplav (a přilehlá území průplavové zóny) získá na konci roku 1999 (po 96 letech vlastnictví USA).
V roce 1979 vstoupil do Demokratické revoluční strany, kterou sám zformoval. V témže roce si vzal Raquel Pauzner de Torrijos, s kterou měl 3 děti. Jeho syn Martín se později stal prezidentem Panamy – vládl v letech 2004 až 2009.
Omar Torrijos zahynul při letecké havárii (i se čtyřčlenným doprovodem a dvěma piloty), když jeho letadlo (DHC-6) 31. července 1981 spadlo poblíž města Penonomé. Havárie a Torrijosova smrt vyvolala spekulace o sabotáži Spojených států amerických.

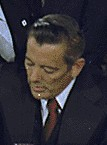
Torrijos v roce 1977
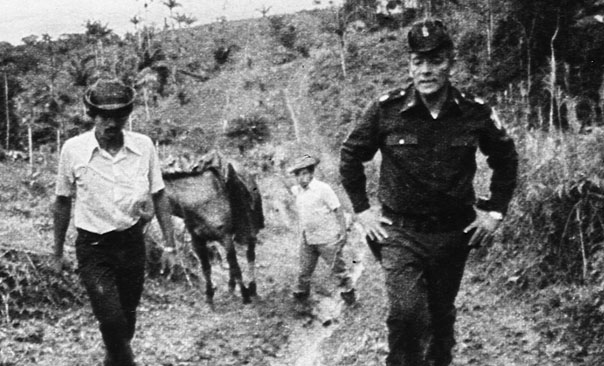
Torrijos s panamskými zemědělci
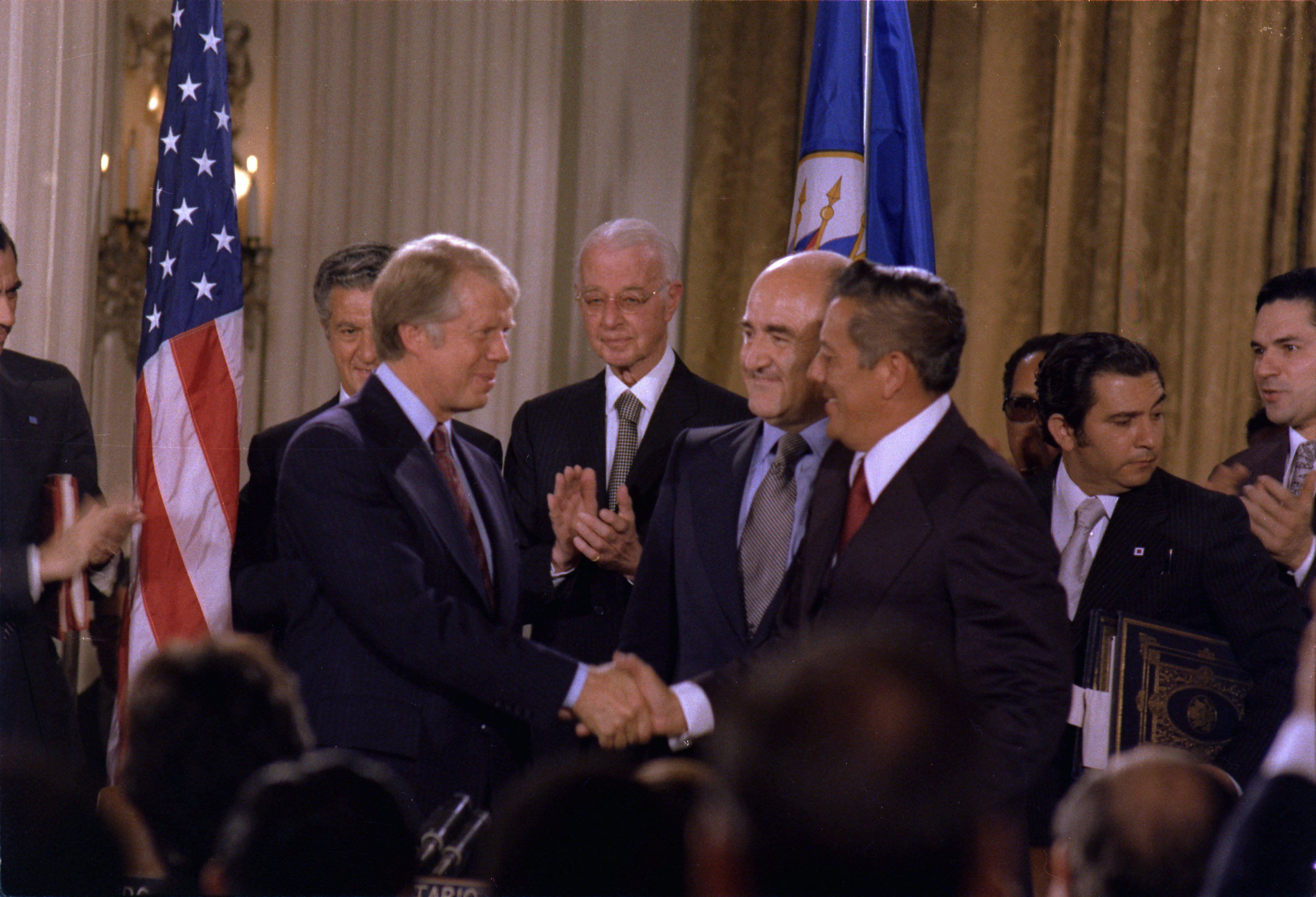
Dohody Torrijos-Carter

## Vyznamenání
- Řád José Martího, Kuba, 1976[2][3]